# Richard Franck (Jurist)
Richard Franck (* 21. März 1892 in Stuttgart-Bad Cannstatt; † 12. Februar 1952 in Weinsberg) war ein deutscher Jurist.

## Leben
Franck, Sohn eines Bahnhofoberaufsehers, war evangelischer Konfession. Er studierte von 1910 bis 1918 Rechtswissenschaften in Tübingen und war Mitglied der Studentenverbindung Turnerschaft Hohenstaufia Tübingen. Er legte 1918 die erste und 1921 die zweite höhere Dienstprüfung ab. 
1924 trat er in die württembergische Innenverwaltung ein. Er war von 1928 bis 1930 Mitglied der DVP, trat aber zum 1. Dezember 1931 der NSDAP bei (Mitgliedsnummer 774.249). 1933 wurde er unter Missachtung der Beförderungsrichtlinien auf Weisung des NSDAP-Gauleiters und Reichsstatthalters Wilhelm Murr zum Oberregierungsrat bei der LVA Württemberg ernannt. 1937 wurde er Oberverwaltungsgerichtsrat am preußischen Oberverwaltungsgericht in Berlin im Range eines Ministerialrats und 1941 Reichsrichter am Reichsverwaltungsgericht in Berlin. Auf Veranlassung der NSDAP-Gauleitung wurde er 1944 zum Amtsverweser der Landkreise Öhringen und Künzelsau ernannt. 1945 wurde er auf Anordnung der US-Militärregierung entlassen und war von 1945 bis 1946 in US-Internierung. Von 1948 bis 1952 war er Amtsleiter beim Landratsamt Öhringen.